# Ruth Berglund
Ruth Berglund, född 12 april 1897 i Åmål, död 29 augusti 1984 i Stockholm, var en svensk operasångerska (mezzosopran), verksam i Tyskland från 1924 till krigsslutet 1945.
Berglund studerade sång för Gillis Bratt i Stockholm och Ernst Grenzebach i Berlin. Hon var engagerad som volontär vid Berlins Folkopera åren 1924–25. Hon debuterade vid Städtische Oper i Berlin 1927 och fick sedan fast anställning vid Berlinoperan där hon var verksam till krigsslutet 1945. Bland rollerna kan nämnas titelrollen i Carmen, Delila i Simson och Delila, Verdirollerna Azucena, Amneris och Eboli. Dock var hon kanske främst känd för sina Wagnerroller Brangäne i Tristan och Isolde, Magdalena i Mästersångarna i Nürnberg, Fricka och Flosshilde i Rhenguldet, Fricka och Waltraute i Valkyrian, Flosshilde och en norna i Ragnarök. Hon återvände till Sverige innan ryssarna intog staden 1945.
Hon vigdes 1927 i Åmåls kyrka med kirurgen Natanael Wessén. Bland de dirigenter och kompositörer hon sjungit för kan nämnas: Richard Strauss, Bruno Walter, Wilhelm Furtwängler och Herbert von Karajan. Hennes sista offentliga framträdande var den 31 oktober 1949 i Åmåls kyrka, då hon sjöng på sin systerdotters bröllop. Hon ligger begravd i familjegraven på Norra Kyrkogården i Åmål.